# Geeeeef acht!
Geeeeef acht! is het 19e stripverhaal van De Kiekeboes. De reeks wordt getekend door striptekenaar Merho.

## Verhaal
Door een administratieve fout moet Kiekeboe zijn militaire dienst opnieuw doen. Tegelijk is zijn buurman Van Der Neffe, beroepsmilitair en niet bepaald zijn beste vriend, gepromoveerd van korporaal tot sergeant zodat hij Kiekeboes meerdere is. Hiervan maakt Van Der Neffe misbruik om Kiekeboe volledig naar zijn pijpen te laten dansen en hem flink te pesten.

## Achtergronden bij het verhaal
- Boeffer is Vlaams voor beroepsmilitair[1].
- Thiran is een woordspeling op Teheran en Iran.
- Memeini is een woordspeling op "Met mij niet".